# James Cox (réalisateur)
Pour les articles homonymes, voir Cox et James Cox.
James Cox est un réalisateur américain né le 5 février 1975.

## Biographie
Alors qu'il est étudiant à l'Université de New York en 1999, James Cox réalise son premier court métrage intitulé Atomic Tabasco pour lequel il reçoit un prix. Ce court métrage lui permet alors d'être repéré par des producteurs de Hollywood.
Il peut dès lors réaliser le film Highway en 2002 pour un budget de 14 000 000 $. Le film sort directement en DVD bien qu'il soit salué par la critique. On peut y remarquer la présence de Jared Leto.
L'année suivante, il réalise le film Wonderland qui raconte l'histoire de l'affaire des meurtres de Wonderland et ayant pour principal protagoniste le célèbre acteur de films pornographiques, John Holmes. On peut y remarquer la présence des acteurs Val Kilmer, Kate Bosworth, Lisa Kudrow ou encore Carrie Fisher ainsi que le compositeur Cliff Martinez signant la musique originale.
En 2005, il signe la réalisation du clip vidéo pour All About Us du groupe de rock russe t.A.T.u..
En 2010, il est un moment pressenti pour réaliser Billionaire Boys Club film qui aurait retracé l'histoire d'un club d'investissement à l'origine d'une arnaque financière mais le projet est sans suite.

## Filmographie
- 2002 : Highway
- 2003 : Wonderland
- 2017 : Billionaire Boys Club